# カメラータ・ベルン
カメラータ・ベルン（Camerata Bern）は、スイス・ベルンを本拠地とする弦楽アンサンブルである。曲により管楽器も参加する。

## 概要
1962年に設立。メンバーは14人で、コンサートマスターがリーダーを務めるスタイルである。2001年よりエーリヒ・ヘバルト（Erich Höbarth）が芸術監督を務めた。レパートリーはバロックから現代まで幅広く、様々なソリストたちと共演している。
主なレコーディングは、ヴィヴァルディの協奏曲集やバッハの管弦楽組曲、ヘンデルの『水上の音楽』、ブリテンの作品集などがある。